# Plagiomima cognata
Plagiomima cognata är en tvåvingeart som beskrevs av Aldrich 1926. Plagiomima cognata ingår i släktet Plagiomima och familjen parasitflugor. Inga underarter finns listade i Catalogue of Life.